# Genzeb Shumi
Jamila Genzeb Shumi Regasa (arabisch غينزيب شومي, * 29. Januar 1991) ist eine ehemalige bahrainische Mittelstreckenläuferin äthiopischer Herkunft.

## Sportliche Laufbahn
Erste internationale Erfahrungen sammelte Genzeb Shumi im Jahr 2010, als sie bei den Arabischen Juniorenmeisterschaften in Kairo in 4:18,26 min die Goldmedaille im 1500-Meter-Lauf gewann und sich über 800 Meter in 2:09,06 min die Silbermedaille sicherte. Anschließend siegte sie bei den Juniorenasienmeisterschaften in Hanoi in 4:30,76 min über 1500 Meter und gewann im 3000-Meter-Lauf in 9:37,57 min die Silbermedaille. Bei den Juniorenweltmeisterschaften in Moncton erreichte sie über 1500 Meter das Finale und klassierte sich dort nach 4:23,10 min auf dem zehnten Platz. Ende November wurde sie bei den Asienspielen in Guangzhou in 2:08,38 min Achte im 800-Meter-Lauf. Zudem erreichte sie in diesem Jahr bei den Crosslauf-Weltmeisterschaften in Bydgoszcz nach 20:08 min Rang 17 in der U20-Wertung. Bei den Crosslauf-Weltmeisterschaften 2011 in Punta Umbría erreichte sie nach 26:58 min Rang 30 und siegte anschließend bei den Asienmeisterschaften in Kōbe in 4:15,91 min über 1500 Meter und wurde im 800-Meter-Lauf in 2:03,39 min Fünfte. Daraufhin schied sie bei den Militärweltspielen in Rio de Janeiro mit 2:12,38 min im Vorlauf aus und gewann über 1500 Meter in 4:16,31 min die Bronzemedaille hinter der Kenianerin Nancy Jebet Langat und Denise Krebs aus Deutschland. Bei den Weltmeisterschaften in Daegu schied sie über 1500 Meter mit 4:12,32 min in der Vorrunde aus und anschließend siegte sie bei den Arabischen Meisterschaften in al-Ain in 2:03,13 min über 800 Meter sowie in 4:19,15 min auch im 1500-Meter-Lauf. Zudem siegte sie bei den Panarabischen Spielen in Doha in 4:20,07 min über 1500 Meter und gewann über die kürzere Distanz in 2:07,19 min die Silbermedaille hinter der Marokkanerin Malika Akkaoui. 2012 siegte sie bei den Hallenasienmeisterschaften in Hangzhou in 4:15,85 min über 1500 Meter und gewann im 800-Meter-Lauf in 2:05,96 min die Silbermedaille hinter der Chinesin Zhao Jing. Im Sommer nahm sie an den Olympischen Spielen in London teil und erreichte dort über 800 Meter das Halbfinale, in dem sie mit 2:01,76 min ausschied, während sie über 1500 Meter mit 4:14,02 min in der ersten Runde scheiterte.
Bei den Crosslauf-Weltmeisterschaften 2013 in Bydgoszcz erreichte sie nach 25:59 min Rang 41 und gewann in der Teamwertung die Bronzemedaill und anschließend gewann sie bei den Asienmeisterschaften in Pune in 2:04,16 min die Silbermedaille über 800 Meter hinter der Chinesin Wang Chunyu. Bei den Islamic Solidarity Games in Palembang belegte sie in 2:11,08 min den vierten Platz über 800 Meter und erreichte im 1500-Meter-Lauf in 4:27,28 min Rang sieben. Im Jahr darauf nahm sie erneut an den Asienspielen im südkoreanischen Incheon teil und wurde dort in 2:03,83 min Fünfte über 800 Meter. 2015 gewann sie dann bei den Arabischen Meisterschaften in Manama in 2:09,72 min die Bronzemedaille hinter der Marokkanerin Akkaoui und Betlhem Desalegn aus den Vereinigten Arabischen Emiraten und beendete daraufhin im Alter von nur 24 Jahren ihre Karriere als Leichtathletin.

## Bestleistungen
- 800 Meter: 2:01,18 min, 30. Juni 2012 in Nottwil
  - 800 Meter (Halle): 2:05,96 min, 19. Februar 2012 in Hangzhou
- 1500 Meter: 4:05,16 min, 27. Mai 2012 in Hengelo
  - 1500 Meter (Halle): 4:15,85 min, 18. Februar 2012 in Hangzhou
- 3000 Meter: 9:37,57 min, 4. Juli 2010 in Hanoi